# Sittace
|  | «Sitta» redirigeix aquí. Vegeu-ne altres significats a «Sitta (gènere)». |

Sittace (Σιττάκη, accadi Sattagū), fou una antiga ciutat de Pèrsia, capital de la satrapia menor de Sittacene, dins la satrapia de Babilònia.
Estava situada en el camí entre Artemita i Susa. (Estrabó xvi. p. 744.) Diodor de Sicília l'anomena Sitta (Σίττα) (xvii. 110). William Smith pensa que quan Diodor parla de Samba també es refereix a Sittace.
L'origen del nom apareix a les tauletes babilònies que assenyalen una entitat de nom "URU.Sattagû" que seria una traducció de "poble de Sattagídia".